# Михайловка (Вологодская область)
Михайловка — посёлок в Тотемском районе Вологодской области.
Входит в состав Медведевского сельского поселения, с точки зрения административно-территориального деления — центр Нижнепеченьгского сельсовета.
Расположен при автодороге А123, на правом берегу реки Сухона. Расстояние до районного центра Тотьмы по автодороге — 50 км, до центра муниципального образования посёлка Камчуга по прямой — 18 км. Ближайшие населённые пункты — Коченьга, Нижняя Печеньга.
По переписи 2002 года население — 342 человека (152 мужчины, 190 женщин). На данный момент проживает 30 человек 
Преобладающая национальность — русские (96 %).